# چراغ‌های نیویورک (فیلم ۱۹۱۶)
چراغ‌های نیویورک (انگلیسی: Lights of New York) یک فیلم صامت در سبک درام به کارگردانی وان دیک بروک است که در سال ۱۹۱۶ منتشر شد. از بازیگران آن می‌توان به لیه بیرد، والتر مک‌گریل، آدل دی‌گارد و وان دیک بروک اشاره کرد.